# Podostemum scaturiginum
Podostemum scaturiginum là một loài thực vật có hoa trong họ Podostemaceae. Loài này được (Mart.) C. Philbrick & Novelo mô tả khoa học đầu tiên năm 2004.